# 马克斯·克诺普夫
马克斯·克诺普夫（德語：Max Knopff，1861年7月30日—？），德国建筑师，1898年至1900年曾参与青岛的城市规划与早期建设。

## 生平
马克斯·克诺普夫生于1861年7月30日，来自普鲁士王国波森省施米盖尔（今属波兰）。1885年4月成为政府见习建筑师。1890年11月被任命为政府建筑师（Regierungsbaumeister）。1893至1895年，当时任城市建筑师（Stadtbaumeister）的克诺普夫与文森特·蒂列夫斯基一起完成了柏林最大的无家可归者收容所“棕榈树”的扩建工程。
1898年3月《胶澳租借条约》签订后，胶澳总督府建设局于同年4月成立。克诺普夫为海军部所聘，为第一任地上建筑负责人。因租借地亟需城市建设方面的专业人员，克诺普夫计划于6月16日与助手技术员维尔纳·拉察洛维奇（Werner Lazarowicz）等人抵达青岛，但在即将启程时突然病倒，只得让随从技术人员先行，自己在康复后于8月3日到达青岛。这导致他未能参与制订1898年9月2日公布的青岛城市规划图，此规划可能最终由其他技术人员所完成。该规划公布后受到诸多批评，后来经克诺普夫修订，于1899年5月4日公布城市规划第二稿。
在青岛期间，克诺普夫作为当时唯一具有资质的城市建筑师，还负责部分政府建筑、公共建筑的规划设计，包括1899年平安夜投入使用的督署小礼拜堂，与1898年开建的督署医院建筑群。此外，要塞工程局、青岛欧人监狱、德国海军第三营营长官邸、格尔皮克-科尼希别墅、单威廉住宅等建筑可能亦为克诺普夫所设计。
1900年8月，克诺普夫在履行完工作合同后便离开青岛回到德国，此后一直在柏林生活工作，具体经历不详。

## 建筑作品及参与工程
以下为克诺普夫所参与的建筑工程的不完全列表，设计师未标明者均为克诺普夫作为设计师参与的建筑工程。参考来源见上文。
| 名称                       | 年代        | 现地址                               | 图像 | 备注                        |
| -------------------------- | ----------- | ------------------------------------ | ---- | --------------------------- |
| “棕榈树”市立收容所扩建工程 | 1893-1895年 | 德国柏林普伦茨劳尔贝格弗勒贝尔街15号 |      | 与文森特·蒂列夫斯基（Vincent Dylewski）合作 |
| 青岛督署小礼拜堂           | 1899年      | 中国青岛市江苏路9号                  |      |                             |
| 青岛督署医院               | 1898-1904年 | 中国青岛市江苏路16号                 |      |                             |